# Бучек (сын Толуя)
Бучек — внук Чингисхана, сын Толуя, младший брат Мунке. Один из командующих в западном походе монголов.

## Биография
В повествовании Рашид ад-Дина рассказ о походе части войск, участвовавших в западном походе и возглавляемой Мунке и Бучеком, по двум берегам Волги в южном направлении, когда на одном из островов был захвачен и убит лидер половецкого сопротивления Бачман, помещён до вторжения на Русь (1237). Но основываясь на более раннем сочинении Джувейни, современные исследователи относят эти события к периоду 1238—1239 годов. Часть половцев во главе с ханом Котяном ушла в Венгрию к королю Беле IV.
По сообщению католического проповедника в половецких степях Юлиана, осенью 1237 года всё монгольское войско было разделено на четыре части, три из которых готовились к вторжению на Русь. Бучек, в отличие от Мунке, не упоминается в походах на Русь.
В конце 1239 года войска Бучека вместе с отрядами Шибана вторглись в Крым и взяли Сурож. На заключительном этапе похода после разделения войск на Волыни Бучек вторгся в Венгрию по наиболее южному маршруту, через Валахию.
В своём монологе в адрес Гуюка Угедей отозвался о Субэдэе и Бучеке как двух полководцах, которые внесли наибольший вклад в успех западного похода.